# Henry Lee/Tam, gdzie rosną dzikie róże
Henry Lee / Tam, gdzie rosną dzikie róże - singel promocyjny albumu Nick Cave i Przyjaciele z 2001 roku, z piosenkami wykonywanymi przez Annę Marię Jopek i Maćka Maleńczuka. Utwory pochodzą z Przeglądu Piosenki Aktorskiej, Wrocław 14 marca 1999 r.

## Lista utworów
1. Henry Lee (Nick Cave / Roman Kołakowski)
2. Tam, gdzie rosną dzikie róże (Nick Cave / Roman Kołakowski)

(tytuł oryginalny: Where the Wild Roses Grow)